# 鳥取県道242号大山淀江インター線
鳥取県道242号大山淀江インター線（とっとりけんどう242ごう だいせんよどえインターせん）は、鳥取県西伯郡大山町から米子市を経由して、西伯郡大山町に至る一般県道である。

## 概要
西伯郡大山町末長から米子市淀江町今津を経由して、西伯郡大山町安原に至る。

### 路線データ
- 起点：鳥取県西伯郡大山町末長（鳥取県道171号大山口停車場線支線起点）
- 終点：鳥取県西伯郡大山町安原（山陰自動車道 淀江IC、鳥取県道279号淀江インター線上）
- 総延長：3.9 km

## 歴史
- 1995年（平成7年）3月28日 - 鳥取県告示第275号により鳥取県道242号大山淀江インター線として認定される[1]。

前身は鳥取県道242号末長淀江線（同日鳥取県告示第276号により廃止）

## 路線状況

### 重複区間
- 国道9号（米子市淀江町今津・今津交差点 - 米子市淀江町今津・淀江IC入口交差点）
- 鳥取県道279号淀江インター線（米子市淀江町今津・淀江IC入口交差点 - 西伯郡大山町安原（終点））

### 道路施設

#### 橋梁
- 安原橋（妻木川、西伯郡大山町）

## 地理

### 通過する自治体
- 鳥取県
  - 西伯郡大山町 - 米子市 - 西伯郡大山町

### 交差する道路
| 交差する道路                                                  | 市町村名 | 市町村名 | 交差する場所 | 交差する場所     |
| ------------------------------------------------------------- | -------- | -------- | ------------ | ---------------- |
| 鳥取県道171号大山口停車場線 / 支線                            | 西伯郡   | 大山町   | 末長         | 起点             |
| 鳥取県道243号中高妻木線                                       | 西伯郡   | 大山町   | 妻木         |                  |
| 国道9号 重複区間起点                                          | 米子市   | 米子市   | 淀江町今津   | 今津交差点       |
| 国道9号 重複区間終点 鳥取県道279号淀江インター線 重複区間起点 | 米子市   | 米子市   | 淀江町今津   | 淀江IC入口交差点 |
| E9 山陰自動車道 鳥取県道279号淀江インター線 重複区間終点      | 西伯郡   | 大山町   | 安原         | 15 淀江IC / 終点 |

### 交差する鉄道
- 山陰本線

### 沿線
- JR西日本山陰本線 大山口駅
- 大山町立大山西小学校
- 高麗郵便局